# 耿马卫矛
耿马卫矛（学名：Euonymus kengmaensis）为卫矛科卫矛属下的一个种。